# Rijswijk (Holandia Południowa)
Rijswijk (wym. ˈrɛisʋɛik wymowaⓘ) – miasto i gmina w zachodniej Holandii, położone w prowincji Holandia Południowa, w zespole miejskim Hagi. Ludność miasta wynosi 47 117 mieszkańców (2007). W mieście znajduje się duże centrum technologiczne koncernu petrochemicznego Shell.
W 1697 r. w Rijswijk zawarto traktat pokojowy kończący długoletnią wojnę Francji z Ligą Augsburską.

## Współpraca
- Beroun, Czechy
- Condega, Nikaragua